# Fischbrötchen
El Fischbrötchen o Fischsemmel (literalmente, bollo de pescado) es un tipo de sandwich de origen alemán elaborado con panecillos, pescado y cebollas, en ocasiones aderezado con salsa remoulade y con agregado de pepinillos. Es común en el Norte de Alemania, debido a la proximidad de la región con los mares del Norte y Báltico. 
La Feria de Hannover fue inicialmente conocida como "Feria del Fischbrötchen" ya que los invitados eran agasajados con aperitivos de este sándwich en su inauguración en 1947. La revista Time lo eligió como uno de los 13 mejores sándwiches del mundo.

## Características
La preparación más común es con arenque encurtido o marinado. Otras variedades pueden llevar arenque frito, rollmops, sardinas, salmón, caballa y otras variedades de pescado, frito o en forma de hamburguesas. En ocasiones pueden utilizarse camarones. 
El Fischbrötchen suele servirse en locales de comida rápida o para llevar, así como en locales cercanos a la costa donde se preparan con pescado fresco.

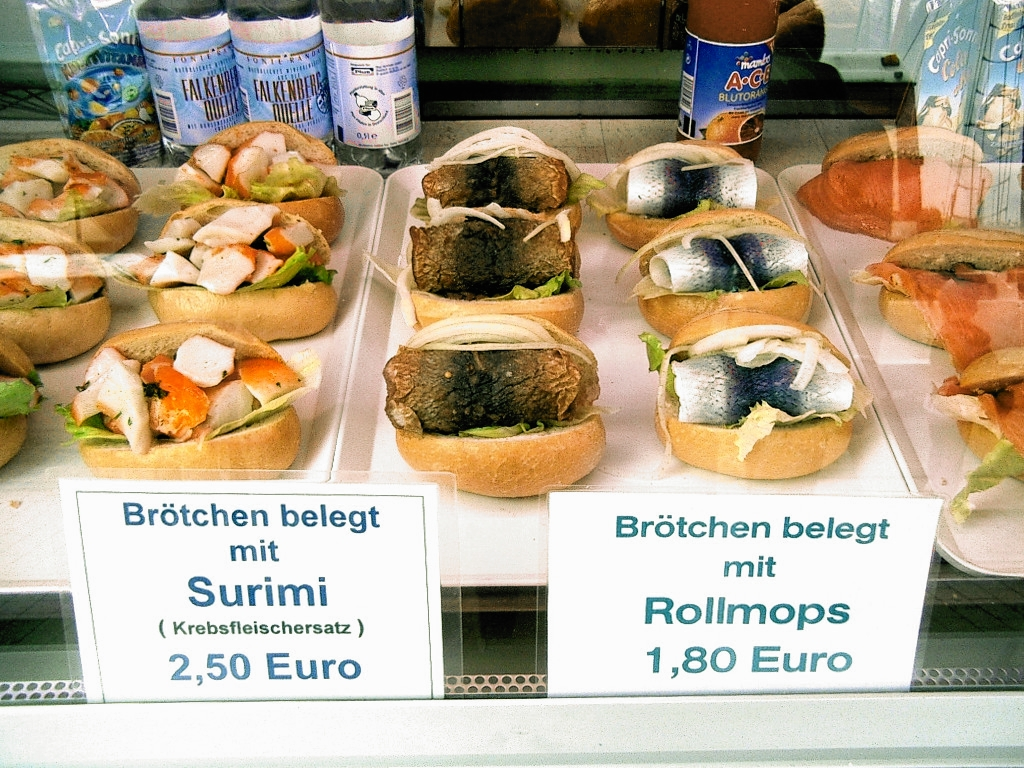
Distintas variedades de Fischbrötchen, incluidos unos hechos con rollmops y surimi